# Igor González de Galdeano
Igor González de Galdeano Aranzabal (født 1. november 1973 i Vitoria, Spanien) er en spansk tidligere professionel landevejscykelrytter. Han startede sin professionelle karriere i 1995 hos Euskadi. Han var frem for alt en stærk enkeltstartsrytter.
Han fik en andenplads i Vuelta a España 1999, og en fjerdeplads i 2003. I Tour de France 2002 bar González de Galdeano den gule trøje i syv dage, og endte på femtepladsen. Han blev nummer fem i 2001 I tillæg vandt han bronze i enkeltstart i VM i 2002, og Tyskland Rundt samme år.
González de Galdeano stoppede i 2005.

## Eksterne links
- Igor González de Galdeanos opslag i Munzinger Sportsarchiv (tysk)
- Igor González de Galdeanos profil på Olympics.com (engelsk)
- Igor González de Galdeanos profil på Olympic.org (arkiveret) (engelsk)
- Igor González de Galdeanos profil på Sports-Reference OL-resultater (arkiveret) (engelsk)
- Igor González de Galdeanos profil på Olympedia (engelsk)
- Igor González de Galdeanos profil hos UCI (engelsk)
- Igor González de Galdeanos profil på CycleBase (engelsk)
- Igor González de Galdeanos profil på Cykelsiderne
- Igor González de Galdeanos profil på Cycling Quotient (engelsk)
- Igor González de Galdeanos profil på ProCyclingStats (engelsk)